# منکشه و خلیل
منکشه و هلیل (به ترکی استانبولی: Menekşe ile Halil) یک ملودرام ترکی در ژانر عاشقانه و درام است که توسط آی یاپیم تولید شده و توسط کانال د در سال ۲۰۰۷–۲۰۰۸ پخش شده‌است. این سریال در مجموع ۳۶ قسمت تولید شد که نقش های اصلی آن را، صدف آوجی و کیوانچ تاتلیتوغ بازی می‌کنند.
این سریال بازگشت تاتلیتوغ به دنبال پدیده بین‌المللی نور به صفحه نمایش بود و هدف آن موفقیت بیشتر آن بود. بیش از ۸۵ میلیون نفر قسمت آخر نور را تماشا کردند و تاتلیتوغ را به نام مشهور در جهان عرب تبدیل کردند. منکشه و هلیل بخشی از موج محبوبیت بین‌المللی درام‌های ترکی شد.

## درباره
این مجموعه شامل ۳۶ قسمت بود و در ۲۴ مه ۲۰۰۸ به پایان رسید. در سال ۲۰۱۰، قسمت‌های تکراری هر روز هفته با یورو د پخش می‌شد.

## داستان
منکشه (بنفشه) دختر مسلمان ۲۰ ساله‌ای است که در شانلی‌اورفه متولد شده و با خانواده در آلمان زندگی می‌کند. منکشه عاشق یک بوسنیایی به نام هلیل شده‌است که یکی از همکاران شیرینی‌فروشی محل کار وی است. با این حال، پدر محافظه کار وی ازدواج منکشه و مصطفی، یک مرد ترک را به شیربهای ۳۰ هزار یورویی ترتیب می‌دهد. منکشه که توسط پدرش تهدید به قتل شده بود، مجبور است که ازدواج را ادامه دهد. هلیل در عروسی شرکت می‌کند و با کشف این‌که معشوقش عروس است متعجب می‌شود. در آن شب، مصطفی ماهیت وحشیانه خود را آشکار می‌کند و منکشه را که به سختی فرار می‌کند، مورد تعرض فیزیکی قرار می‌دهد. مادربزرگش به منکشه می‌گوید که با هلیل به استانبول فرار کند. منکشه و هلیل جداگانه به ترکیه برمی‌گردند اما سرانجام یکدیگر را پیدا می‌کنند.
پدر منکشه به کادیر، مصطفی و برادر منکشه دستور می‌دهد که به استانبول بروند و منکشه و هلیل را شکار کرده و قتل‌عام این زوج را انجام دهند. با وجود چندین تماس نزدیک، منکشه و هلیل قادر به فرار و تلاش برای ساختن زندگی برای خود در استانبول هستند. سرانجام کل خانواده منکشه به ترکیه نقل مکان می‌کنند. آشکار شده‌است که هلیل پسر یک مرد ثروتمند بوده‌است اما اکنون هدف بسیاری از خیانت‌ها و همچنین رسماً با زن دیگری نامزد شده‌است. مصطفی در سفر خود برای انتقام‌گیری دقیق از منکشه به یک قاتل زنجیره‌ای تبدیل می‌شود. کادیر از نظر خواهر خود دستخوش تحول می‌شود و در نهایت از کشتن او امتناع می‌ورزد. پدر منکشه این درگیری را زنده نگه می‌دارد اما با پایان یافتن سریال خود را از سایر اعضای خانواده طرد می‌کند.
در نهایت، منکشه و هلیل قادر به حل و فصل مشکلات هر دو خانواده هستند. پدر منکشه با کینه‌ای آشتی می‌کند و زن و شوهر ازدواج می‌کنند.

## بازیگران
| بازیگر                 | نقش             |
| ---------------------- | --------------- |
| کیوانچ تاتلیتوغ        | هلیل توعلو      |
| صدف آوجی               | منکشه دوعانتورک |
| مورات دالتابان         | میتهات فیره     |
| حسن کوچوکچتین          | مصطفی یانگ      |
| جانر جاندارلی          | کادیر دوعانتورک |
| فیرات تانیش            | یوسف دوعانتورک  |
| ییلدیز کولتور          | ظریف دوعانتورک  |
| مهمت چویک              | حسن دوعانتورک   |
| نرگس چوراکچی           | سهیلا دوعانتورک |
| اکین ترکمن             | زینب سونمز      |
| تامای کیلیچ            | لاله دوعانتورک  |
| گوکچر گنچ              | بازرس عمر       |
| گولجه اوعورلو          | آمینه           |
| نیهات آلپتوع آلتینکایا | سمیح            |
| جنی گردس               | هلگا            |
| بگوم بنیان             | سما آتش         |

## تقویم انتشار
| فصل   | روز و ساعت پخش       | آغاز فصل       | پایان فصل          | تعداد قسمت‌های ضبط شده | محدوده قسمت | فصل تلویزیون | کانال تلویزیون |
| فصل ۱ | جمعه/شنبه ساعت ۲۰:۰۰ | ۷ سپتامبر ۲۰۰۷ | ۲۴ مه ۲۰۰۸ (فینال) | ۳۶                    | ۱–۳۶        | ۲۰۰۷–۲۰۰۸    | کانال د        |